# Хамзаев, Алмаз Насреддинович
Алмаз Насреддинович Хамзаев (18.12.1955, Тараз, Казахская ССР) — казахстанский государственный деятель, дипломат.

## Биография
Родился 18 декабря 1955 года в Таразе.
В 1977 году окончил Педагогический институт иностранных языков (Алма-Ата).
С 1977 по 1978 год — прохождение службы в рядах Советской Армии.
С 1978 года — Второй секретарь отдела протокола МИД Казахской ССР.
С 1979 года — Второй секретарь отдела прессы и информации МИД Казахской ССР.
В 1981-1984 годах — Первый секретарь, помощник Министра иностранных дел Казахской ССР.
С 1984 года — начальник отдела протокола, Начальник отдела прессы и информации МИД Казахской ССР.
С 1987 года — Генеральный секретарь МИД Казахской ССР.
В 1988-1990 годах — учёба в Дипломатической Академии МИД СССР
С 1990 по 1992 год — начальник отдела протокола и политики, заместитель начальника управления государственного протокола.
В 1992-1996 годах — Советник Посольства Казахстана в США.
В 1996-1997 годах — Советник-посланник Посольства Казахстана в Великобритании.
В 1997-1998 годах — заместитель министра иностранных дел Республики Казахстан
В 1998 году Указом Президента Казахстана назначен Чрезвычайным и Полномочным Послом Республики Казахстан в Испании, Постоянным представителем Казахстана при Всемирной Туристской Организации.
С ноября 2004 года Посол Республики Казахстан в Италии и по совместительству в Греции, на Мальте.
9 июля 2009 года Указом Президента РК освобожден от должности Чрезвычайного и Полномочного Посла Республики Казахстан в Греческой Республике по совместительству.
21 января 2008 года Указом Главы государства назначен Чрезвычайным и полномочным Послом Республики Казахстан в Сан-Марино по совместительству.
8 июня 2012 года Указом Главы государства назначен Чрезвычайным и полномочным Послом Республики Казахстан в Королевстве Бельгия, и освобожден от должности Чрезвычайного и Полномочного Посла Республики Казахстан в Итальянской Республике, Чрезвычайного и Полномочного Посла Республики Казахстан в Республике Мальта, Сан-Марино по совместительству;.
28 ноября 2012 года Указом Главы государства назначен Чрезвычайным и Полномочным Послом Республики Казахстан в Великом Герцогстве Люксембург, Главой Представительства Республики Казахстан при Европейском Союзе и в НАТО по совместительству.
22 мая 2018 года Указом Главы государства освобожден от должности Чрезвычайного и Полномочного Посла Республики Казахстан в Королевстве Бельгия, от должностей Чрезвычайного и Полномочного Посла Республики Казахстан в Великом Герцогстве Люксембург, Главы Представительства Республики Казахстан при Европейском Союзе и в Организации Североатлантического договора (НАТО) по совместительству
Дипломатический Ранг : Чрезвычайный и Полномочный Посол (2003 г.)
С июня 2018 года приказом Министра иностранных дел Республики Казахстан назначен Послом по Особым Поручениям МИД РК.

### Семья
Жена - Хамзаева Гулистан . Воспитали троих дочерей .  

## Награды
- 1998 — Медаль «Астана»
- 2001 — Медаль «10 лет независимости Республики Казахстан»
- 2002 — Медаль «Ерен Еңбегі үшін»[7]
- 2005 — Медаль «10 лет Конституции Республики Казахстан»
- 2005 — Благодарственное письмо Президента Республики Казахстан с вручением нагрудного знака «Алтын барыс»
- 2006 — Медаль «10 лет Парламенту Республики Казахстан»
- 2008 — Медаль «10 лет Астане»
- 2008 — Орден Курмет
- 2010 — Благодарственное письмо Президента Республики Казахстан
- 2015 — Орден Парасат
- 2018 — Орден Достык 2 степени[8]
- 2019 — Благодарственное письмо Президента Республики Казахстан и др.[9]
- Медаль «Назира Торекулова» за вклад во внешнюю политику.
- Заслуженный Работник Дипломатической Службы Республики Казахстан.
- Орден «За заслуги перед Итальянской Республикой» и др.